# میدان نفتی مربان باب
میدان نفتی مربان باب (انگلیسی: Murban Bab oil field) از میدان‌های نفتی امارات متحده عربی است، که در فاصله ۸۴ کیلومتری از شمال غربی ابوظبی قرار دارد.
میدان مربان باب در سال ۱۹۵۳ کشف شد. هم‌اکنون ظرفیت تولید نفت خام این میدان به‌طور متوسط، معادل ۲۵۰ هزار بشکه در روز است. میدان نفتی مربان باب با ذخیره درجای ۱۰٫۳ میلیارد بشکه نفت خام، از میدان‌ها متعلق به شرکت ادنوک است.